# Boldo
Boldo (denumire științifică: Peumus boldus -  Molina) este singura plantă din genul Peumus.
Numele de Boldo provine de la folo din limba Mapudungun (Mapuche).
Acest arbust din familia  Monimiaceae este original din  Chile (latitudinea sudică S= 33-40°), dar a fost importat și în Europa (Italia) și în Africa de Nord, deși nu este de multe ori văzut în afara grădinilor botanice.
Este plantă medicinală și are efect benefic asupra vezicii biliare, dar și la afecțiuni hepatice, gastrice, digestive; răceli, sifilis, aerofagie, gonoree, reumatism, gută, icter, dispepsie, cancer - sub formă de infuzie sau decoct din frunze, tinctură.

## Toxicitate
În 2009, Agenția Europeană a Medicamentului a evaluat Boldo după cum urmează: frunzele de Boldo conțin alcaloidul boldină. Frunzele conțin, de asemenea, 2-4% ulei volatil. Componenții principali sunt: ascaridol (16-38%), 1,8-cineol (sau eucaliptol) (11-39%) și p-cimen (9-29%) (Bradley, 2006). Ascaridolul este foarte toxic, iar acest lucru ridică îngrijorări cu privire la folosirea frunzelor de Boldo în medicamentele tradiționale din plante.